# Michaił Krygin
Michaił Andriejewicz Krygin, ros. Михаил Андреевич Крыгин (ur. 1 listopada 1890, zm. w 1938 w Hiszpanii) – rosyjski wojskowy (kapitan), a następnie hiszpański wojskowy, lotnik morski.
W 1909 r. ukończył doński korpus kadetów, zaś w 1912 r. morski korpus. Początkowo służył w czarnomorskiej flocie wojennej w stopniu miczmana. Brał udział w I wojnie światowej. W listopadzie 1915 r. został lotnikiem morskim. 10 kwietnia 1916 r. awansował do stopnia porucznika. Od końca 1917 r. prawdopodobnie dowodził 1 dywizjonem lotniczym dywizji lotniczej floty czarnomorskiej. Był odznaczony Orderem Św. Włodzimierza 4 klasy z mieczami i Św. Stanisława 3 klasy z mieczami. W kwietniu 1918 r. został zmobilizowany do armii bolszewickiej. Objął funkcję komendanta szkoły walki lotniczej w Krasnym Siole. Następnie przeszedł na stronę białych. Pod koniec grudnia tego roku służył w dońskim dywizjonie lotniczym. Awansował na kapitana 2 rangi. Na pocz. 1919 r. objął dowództwo 1 ochotniczego morskiego oddziału lotniczego w Sewastopolu. W listopadzie 1920 r. ewakuował się na rosyjskich okrętach wojennych z Krymu do Bizerty. Od stycznia 1921 r. służył jako starszy oficer na okręcie minowym Дерзкий. W 1922 r. przybył do Hiszpanii, wstępując do hiszpańskiego lotnictwa wojennego. Służył na Majorce, a następnie w Los Alcazares w prowincji Murcia. Po wybuchu wojny domowej w lipcu 1936 r. został zmobilizowany do armii republikańskiej. Według części źródeł przyczyną jego służby po tej stronie konfliktu była groźba zabicia przez NKWD jego matki, która żyła w ZSRR. Nie dostał zgody na latanie z powodu podejrzeń o chęć ucieczki do frankistów. Pod koniec 1937 r. objął funkcję szefa sztabu i zastępcy dowódcy jednej z eskadr lotniczych, w skład której wchodziły samoloty transportowe, sanitarne i łącznikowe. Zginął w 1938 r. Według części źródeł nastąpiło to podczas lotu bojowego.